# Pseudosclerochloa
Pseudosclerochloa là một chi thực vật có hoa trong họ Hòa thảo (Poaceae).

## Loài
Chi Pseudosclerochloa gồm các loài: